# Куцин, Эммануил Соломонович
Эммануил Соломонович Куцин (Варте) (18 марта 1899 — 6 октября 1978) — советский разведчик и партизан Великой Отечественной войны, подполковник.

## Биография
Родился в Житомире в семье бердичевских мещан Шлёмы Аврумовича Куцина и Рейзи Мошковны Куциной. Окончил гимназию в Житомире. С 1919 года служил в РККА, красноармеец украинского полка. В 1920 году курсант 4–й артиллерийской школы в Киеве, вступил в РКП(б). С начала 1920-х годах сотрудник органов государственной безопасности, одновременно учился в Московском лесотехническом институте. 
Находился на разведывательной работе в Иране, затем до 1935 года резидент в Шанхае, Китай. В том же году помощник начальника отделения Иностранного отдела ГУГБ НКВД. Затем работал в Турции под прикрытием должности вице-консула СССР в Стамбуле. 
В августе 1937 года исключён из рядов ВКП(б) за сокрытие факта участия в троцкистской оппозиции в 1923 году, и снят с оперативной работы. С марта 1938 года по август 1942 года работал в системе Главного управления шоссейных дорог НКВД. С августа 1942 года по июль 1944 года по заданию НКГБ СССР действовал в немецком тылу на территории Белорусской ССР в качестве командира оперативной группы «Юрий». Затем находился в резерве отдела кадров НКВД СССР. 
8 февраля 1945 года Комитет партийного контроля при ЦК ВКП(б) отказал в восстановлении в ВКП(б), разрешив вступление на общих основаниях.
Умер в октябре 1978 года в Москве. Урна с прахом захоронена в колумбарии на Введенском кладбище.

### Звания
- 20 декабря 1936 — капитан государственной безопасности;
- 20 сентября 1943 — подполковник государственной безопасности.

### Награды
- 17 сентября 1933, знак «Почётный работник ВЧК-ОГПУ (XV)»;
- 20 сентября 1943, орден Красной Звезды[2];
- 29 октября 1943, орден Отечественной войны 1-й степени;
- медаль «Партизану Отечественной войны» 1-й степени.